# Claude Edme Trouble
Pour les articles homonymes, voir Trouble.
Claude Edme Trouble, né le 29 septembre 1752 à Quincy-le-Vicomte (Côte-d'Or), mort le 13 juillet 1843 à Montbard (Côte-d'Or), est un militaire français de la Révolution et de l’Empire.

## États de service
Il entre en service le 18 février 1771, comme cavalier au régiment Colonel-Général dragons, il devient brigadier le 1er novembre 1774, et maréchal des logis le 1er septembre 1784.
Maréchal des logis-chef le 3 août 1787, il est nommé successivement sous-lieutenant le 15 septembre 1791, et lieutenant le 10 mai 1792. En 1792 et 1793, il fait les campagnes de l’armée du Nord, et il reçoit son brevet de capitaine le 1er août 1793.
De l’an II à l’an V, il sert aux armées des Ardennes, de Sambre-et-Meuse, aux blocus de Luxembourg et de Mayence, et enfin à l’armée d’Italie. Il devient chef d’escadron le 30 octobre 1795, et il est blessé de plusieurs coups de sabre à la bataille de Mondovi le 22 avril 1796. Il est fait prisonnier le 31 juillet suivant à Brescia, et il est remis en liberté deux mois plus tard par échange de prisonniers.
Dans un combat près de Neumarck au Tyrol, en mars 1797, il est détaché pour observer un village défendu par un corps d’infanterie autrichienne, il y pénètre accompagné seulement d'un officier, un trompette et 4 dragons et après avoir essuyé la décharge du poste ennemi, il fait mettre bas les armes à 200 hommes dont deux officiers qu’il ramène au quartier-général. Au combat qui a lieu dans les gorges d'Innsbruck en avril 1797, il porte secours au général Joubert, qui court le risque d’être fait prisonnier.
De l’an VI à l’an IX, il sert aux armées d’Angleterre, de Belgique, du Armée du Rhin, et d’Italie. Il est promu chef de brigade le 2 février 1800, au 15e régiment de cavalerie, et il est fait chevalier de la Légion d’honneur le 11 décembre 1803, puis officier de l’ordre le 14 juin 1804. Il est admis à la retraite le 15 décembre 1805.
Il meurt le 13 juillet 1843, à Montbard.

## Sources
- A. Lievyns, Jean Maurice Verdot, Pierre Bégat, Fastes de la Légion-d'honneur, biographie de tous les décorés accompagnée de l'histoire législative et réglementaire de l'ordre, Tome 4, Bureau de l’administration, 1844, 640 p. (lire en ligne), p. 81.
- « Cote LH/2633/41 », base Léonore, ministère français de la Culture
- Léon Hennet, Etat militaire de France pour l’année 1793, Siège de la société, Paris, 1903, p. 258.
- Louis Bergeron et Guy Chaussinand-Nogaret passage = 154, Grands notables du Premier Empire: notices de biographie sociale, Volume 19, Centre national de la recherche scientifique, Dijon, 1992.
- Félix Bouvier, Bonaparte en Italie, 1796, Léopold Cerf, 1902, p. 387.